# U-907
Unterseeboot 907 foi um submarino alemão do Tipo VIIC, pertencente a Kriegsmarine que atuou durante a Segunda Guerra Mundial.

## Comandantes
| Comandante                | Data                                   |
| ------------------------- | -------------------------------------- |
| Oblt. (R) Servais Cabolet | 18 de maio de 1944 - 9 de maio de 1945 |

## Subordinação
Durante o seu tempo de serviço, esteve subordinado às seguintes flotilhas:
| Período                                     | Flotilha                                   |
| ------------------------------------------- | ------------------------------------------ |
| 18 de maio de 1944 - 30 de novembro de 1944 | 31. Unterseebootsflottille (treinamento)   |
| 1 de dezembro de 1944 - 8 de maio de 1945   | 11. Unterseebootsflottille (serviço ativo) |